# ويليام سبنسر أندرسون
ويليام سبنسر أندرسون (بالإنجليزية: William Spencer Anderson)‏ هو سياسي ليبيري وأمريكي، ولد في 1832 في ويلمنغتون في الولايات المتحدة، وتوفي في 27 سبتمبر 1872 في مونروفيا في ليبيريا. حزبياً، نشط في True Whig Party ‏. وقد انتخب عضو مجلس نواب ليبيريا.